# Neolophonotus molitor
Neolophonotus molitor là một loài ruồi trong họ Asilidae. Neolophonotus molitor được Wiedemann miêu tả năm 1828.